# Oleksandr Kovliar
Oleksandr Kovliar (nacido el 26 de junio de 2002 en Ucrania) es un baloncestista ucraniano que juega en el BC Lietkabelis de la Lietuvos Krepšinio Lyga. Con 1.91 metros de estatura, juega en el puesto de base.

## Carrera deportiva
Es un jugador formado en el Khimik-OPZ Yuzhny con el que llegó a jugar en la Superliga de Baloncesto de Ucrania durante casi dos temporadas. En la temporada 2020-21, sería elegido mejor jugador joven de la Superliga de Baloncesto de Ucrania.
El 16 de marzo de 2022, firma por el Tartu Ülikool/Rock de la Alexela KML, la primera competición de Estonia.
En la temporada 2022-23, firma por el BC Kalev/Cramo de la Alexela KML, la primera competición de Estonia. Comenzaría la temporada 2023-24, promediando 15 puntos, con un 51,3 % T2 y 43,8 % T3, 6.4 asistencias y 2.7 rebotes por partido y participaría también en la Eurocup.
El 17 de noviembre de 2023, firma por el Obradoiro de la Liga ACB, para sustituir la baja de Eric Washington.
El 21 de junio de 2024, firma por el BC Lietkabelis de la Lietuvos Krepšinio Lyga.

### Selección nacional
Fue internacional por Ucrania sub-16, sub-18, sub-20 y con el combinado absoluto ucraniano con el que llegó a debutar en 2021.